# Tour de Francia 1953
El 40.º Tour de Francia se disputó entre el 3 de julio y el 26 de julio de 1953 con un recorrido de 4476 km. dividido en 22 etapas.
Participaron 120 ciclistas repartidos en 12 equipos de 10 corredores de los que solo llegaron a París 76 ciclistas sin que ningún equipo lograra finalizar la prueba con todos sus integrantes.
Maurice Garin, el primer campeón del Tour en 1903, fue invitado a dar la salida en este Tour, con buen aspecto a pesar de sus 82 años, se contentó con una breve alocución: "Mis jóvenes amigos, jamás podréis comprender las dificultades que tuvimos que afrontar con nuestras máquinas rudimentarias, sobre carreteras imposibles. Estas eran más hostiles que nuestros enemigos y, sin embargo, cuántos bellos recuerdos han dejado en mí. El recuerdo de una gloria jamás empañada, de una vida que no hubiera alcanzado sin la bicicleta y, sobre todo, de una promoción social inesperada." Garin había dicho ya en 1902 a un periodista: "Antes que campeón soy un hombre del pueblo." No sabía que estas dos nociones se harían consustanciales al deporte ciclista.
En esta edición aparece el maillot verde, que identifica al líder de la clasificación por puntos.
El vencedor cubrió la prueba a una velocidad media de 34,593 km/h.

## Etapas
| Etapa | Fecha     | Recorrido                 | Distancia (km) | Ganador              | Líder              |
| ----- | --------- | ------------------------- | -------------- | -------------------- | ------------------ |
| 1.ª   | 3 de jul  | Estrasburgo - Metz        | 195            | Fritz Schaer         | Fritz Schaer       |
| 2.ª   | 4 de jul  | Metz - Lieja              | 227            | Fritz Schaer         | Fritz Schaer       |
| 3.ª   | 5 de jul  | Lieja- Lille              | 221            | Stanislas Bober      | Fritz Schaer       |
| 4.ª   | 6 de jul  | Lille -Dieppe             | 198            | Gerrit Voorting      | Fritz Schaer       |
| 5.ª   | 7 de jul  | Dieppe - Caen             | 131            | Jean Malléjac        | Roger Hassenforder |
| 6.ª   | 8 de jul  | Caen - Le Mans            | 180            | Martin Van Geneugden | Roger Hassenforder |
| 7.ª   | 9 de jul  | Le Mans - Nantes          | 181            | Livio Isotti         | Roger Hassenforder |
| 8.ª   | 10 de jul | Nantes - Burdeos          | 345            | Jan Nolten           | Roger Hassenforder |
| 9.ª   | 12 de jul | Burdeos - Pau             | 197            | Fiorenzo Magni       | Fritz Schaer       |
| 10.ª  | 13 de jul | Pau - Cauterets           | 103            | Jesús Loroño         | Fritz Schaer       |
| 11.ª  | 14 de jul | Cauterets - Luchon        | 115            | Jean Robic           | Jean Robic         |
| 12.ª  | 15 de jul | Luchon - Albi             | 241            | André Darrigade      | François Mahé      |
| 13.ª  | 16 de jul | Albi - Béziers            | 189            | Nello Lauredi        | Jean Malléjac      |
| 14.ª  | 17 de jul | Béziers - Nimes           | 214            | Bernard Quennehen    | Jean Malléjac      |
| 15.ª  | 18 de jul | Nimes - Marsella          | 173            | Maurice Quentin      | Jean Malléjac      |
| 16.ª  | 19 de jul | Marsella - Mónaco         | 208            | Wim Van Est          | Jean Malléjac      |
| 17.ª  | 21 de jul | Mónaco - Gap              | 261            | Wout Wagtmans        | Jean Malléjac      |
| 18.ª  | 22 de jul | Gap - Briançon            | 165            | Louison Bobet        | Louison Bobet      |
| 19.ª  | 23 de jul | Briançon - Lyon           | 227            | Georges Meunier      | Louison Bobet      |
| 20.ª  | 24 de jul | Lyon - Saint-Étienne      | 70 (CR)        | Louison Bobet        | Louison Bobet      |
| 21.ª  | 25 de jul | Saint-Étienne - Montluçon | 210            | Wout Wagtmans        | Louison Bobet      |
| 22.ª  | 26 de jul | Montluçon - París         | 328            | Fiorenzo Magni       | Louison Bobet      |

CR = Contrarreloj individual

## Clasificación general
| Clasificación general |                   |              |                   |
| Ciclista              | Ciclista          | Equipo       | Tiempo            |
| --------------------- | ----------------- | ------------ | ----------------- |
| 1.º                   | Louison Bobet     | Francia      | 129 h 23 min 25 s |
| 2.º                   | Jean Malléjac     | West         | + 14 min 18 s     |
| 3.º                   | Giancarlo Astrua  | Italia       | + 15 min 02 s     |
| 4.º                   | Alex Close        | Bélgica      | + 17 min 35 s     |
| 5.º                   | Wout Wagtmans     | Países Bajos | + 18 min 05 s     |
| 6.º                   | Fritz Schär       | Suiza        | + 18 min 44 s     |
| 7.º                   | Antonin Rolland   | Francia      | + 23 min 03 s     |
| 8.º                   | Nello Lauredi     | Francia      | + 26 min 03 s     |
| 9.º                   | Raphaël Géminiani | Francia      | + 27 min 18 s     |
| 10.º                  | François Mahé     | West         | + 28 min 26 s     |